# Flådens sænkning
Flådens sænkning er en dansk dokumentarisk optagelse fra 1943.

## Handling
Billeder af Holmen, tysk flyver, sænkede u-både, minekranen, Peder Skram sænket, Niels Juel fra land, Børsen(?) med skudhuller, tyske prærievogne, to mand læser bekendtgørelse opslået på glasrude, Kgs. Nytorv, Rådhuspladsen, tyske tanks, menneskemængde omkring kiosken i midten, tyskere herser med folk, tysk motorcykel med sidevogn på fortovet, Rådhuspladsen.